# À la suite

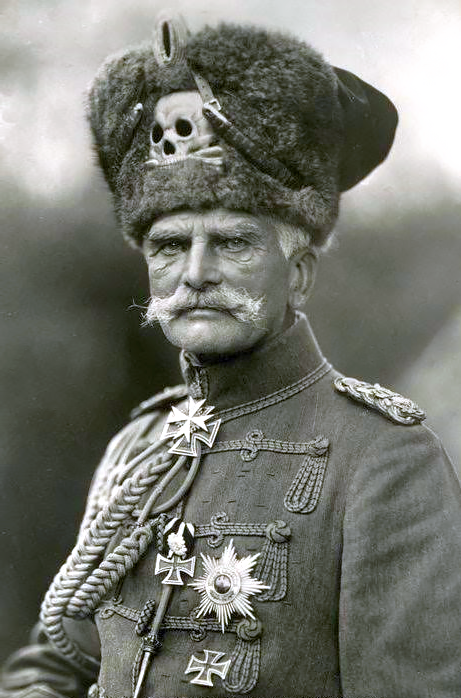
Feldmareșalul August von Mackensen purtând à la suite uniforma Regimentului 1 de Husari de Corp al Armatei Prusace.

În Armata Imperială Germană, termenul francez À la suite (lit. „în suita [a ceva]”) era un titlu militar onorific acordat celor care erau în vreun fel asociați armatei în ansamblu sau unei anumite unități. Acest titlu onorific le conferea dreptul de a purta uniforma regimentului respectiv, fără a avea o funcție oficială în cadrul lui.
În Prusia, existau:
- À la suite armatei — asemenea titluri erau acordate unor ofițeri care ajungeau la comanda unor batalioane neprusace la anumite grade superioare pentru a garanta avansarea lor în armata prusacă
- À la suite regimentelor — cum ar fi principi și generali ca o onoare specială, sau alți ofițeri care comandau batalioane neprusace.

Ofițerii și alții (de exemplu, chirurgii erau „à la suite unui Sanitätskorps”) nu erau astfel introduși în structura de comandă militară, ci mai degrabă aveau roluri în administrație, îndrumare militară (ministerul de război sau posturi similare) sau în învățământul militar. De asemenea, unii oameni puteau fi „à la suite majestății sale” dacă lucrau direct pentru monarh.
De exemplu, feldmareșalului german August von Mackensen i s-a acordat à la suite uniforma distinctivă cu cap de mort⁠(d) a Regimentului 1 de Husari de Corp (Leib-Husaren-Regiment Nr. 1⁠(d)), pe care îl comandase între 1893 și 1898.